# Жан Делимо
Жан Делимо (фр. Jean Delumeau; Нант, 18. јун 1923 — Брест, 13. јануар 2020) био је француски историчар који се посебно бавио историјом менталитета, друштвеном историјом, историјом Римокатоличке цркве и протестантске реформације. Већи број његових дела је преведен на српски језик.

## Важнија дела
- Настанак и учвршћење Реформације;
- Делимо, Жан (1993). Католицизам између Лутера и Волтера. Сремски Карловци: Издавачка књижарница Зорана Стојановића.
- Грех и страх;
- Страх на Западу;
- Цивилизација Ренесансе;